# Хејнсвил (Луизијана)
Хејнсвил (енгл. Haynesville) град је у америчкој савезној држави Луизијана.

## Демографија
По попису из 2010. године број становника је 2.327, што је 352 (-13,1%) становника мање него 2000. године.
| Група             | 2000.         | 2010.         |
| Белци             | 1.309 (48,9%) | 939 (40,4%)   |
| Афроамериканци    | 1.333 (49,8%) | 1.338 (57,5%) |
| Азијати           | 1 (0,0%)      | 4 (0,2%)      |
| Хиспаноамериканци | 22 (0,8%)     | 19 (0,8%)     |
| Укупно            | 2.679         | 2.327         |